# NGC 615
NGC 615 is een spiraalvormig sterrenstelsel in het sterrenbeeld Walvis. Het hemelobject werd op 10 januari 1785 ontdekt door de Duits-Britse astronoom William Herschel.
Waarnemers in de Benelux kunnen, aan de hand van NGC 615 en het iets westelijker gelegen stelsel NGC 600, op zoek gaan naar de gordel van geostationaire satellieten. De telescoop met volgmechanisme dient naar NGC 615 of NGC 600 gericht te worden, de geostationaire satellieten bewegen traag doorheen het beeldveld.

## Synoniemen
- PGC 5897
- MCG -1-5-8
- IRAS01325-0735